# Sông Sét
Sông Sét  là một phân lưu của sông Kim Ngưu. Nó tách khỏi Kim Ngưu ở Phương Liệt. Tại chỗ sông Sét tách ra, Kim Ngưu đổi hướng chảy lên phía Bắc tới khu vực hồ Bảy Mẫu và đầm Kim Liên, còn sông Sét chảy về phía Nam. Tuy nhiên, do bồi, lấp, sông Kim Ngưu tại Phương Liệt bị đứt quãng khiến cho đoạn Kim Ngưu ngược lên phía Bắc bị tách riêng ra. Sông Sét ngày nay bao gồm cả đoạn sông Kim Ngưu đó. Nó chảy trong địa phận các quận Hai Bà Trưng và Hoàng Mai, thành phố Hà Nội.
Sông Sét dài hơn 3,6 km, bắt nguồn từ hồ Bảy Mẫu trong Công viên Thống Nhất (quận Hai Bà Trưng), chảy theo hướng Bắc-Nam và đổ vào hồ Yên Sở (quận Hoàng Mai). Khi đi qua Giáp Bát, nó nhận nước từ một phân lưu của sông Lừ từ Phương Liên chảy sang. Sông Sét suốt nhiều năm bị bùn bồi lắng và bị các công trình xây dựng lấn bờ, nên bề rộng và độ sâu của sông đã giảm đáng kể. Nhiều nơi, sông chỉ rộng chừng 5 m. Độ sâu trung bình của sông chỉ hơn 1 m. Từ đầu năm 2003, sông Sét được nạo vét và cống hóa với sự hỗ trợ của chính phủ Nhật Bản trong dự án thoát nước, cải thiện môi trường Hà Nội giai đoạn 1 (1997-2005). Hiện nay đoạn phía Bắc của sông chảy qua khu vực các trường Đại học Bách khoa Hà Nội, Đại học Xây dựng Hà Nội và Đại học Kinh tế Quốc dân đến phố Đại La đã được cống hóa (kè bờ và làm nắp bê tông trên mặt sông thành đường Trần Đại Nghĩa). Đoạn từ phố Đại La đến hồ Yên Sở được kè bờ, nạo vét, làm đường và trồng cây hai bên bờ. Hiện nay, sông Sét đã bị lấp